# Ceroplastodes bahiensis
Ceroplastodes bahiensis är en insektsart som beskrevs av Gregorio Bondar 1925. Ceroplastodes bahiensis ingår i släktet Ceroplastodes och familjen skålsköldlöss. Inga underarter finns listade i Catalogue of Life.